# Phora praepandens
Phora praepandens är en tvåvingeart som beskrevs av Schmitz 1927. Phora praepandens ingår i släktet Phora och familjen puckelflugor. Arten är reproducerande i Sverige. Inga underarter finns listade i Catalogue of Life.